# Apollo Applications Program
L'Apollo Applications Program (AAP) è stato un programma proposto dalla NASA nel 1968 per sviluppare le tecniche di volo spaziale umano utilizzando il materiale avanzato dal Programma Apollo.

## Il programma
Dopo il successo del programma Apollo, sia la NASA che le grandi imprese appaltatrici, studiarono diverse applicazioni per utilizzare i vari componenti dell'Apollo. Questi studi presero il nome di Apollo Applications Program e inizialmente proponevano fino a 30 voli da realizzarsi in orbita terrestre. Molti di questi avrebbero utilizzato lo spazio occupato dal modulo lunare per trasportare attrezzature scientifiche. Di tutti questi piani, solo due furono effettivamente realizzati: la stazione spaziale Skylab e l'Apollo-Soyuz Test Project.
La struttura dello Skylab derivava dal secondo stadio di un Saturn IB (identico al terzo stadio di un Saturn V) e la stazione, dotata di un Apollo Telescope Mount, era stata studiata sulla base del modulo lunare. Gli equipaggi della stazione erano, inoltre, trasportati in orbita mediante un Saturn IBs, a cui era stato aggiunto un modulo di comando e servizio.
L'Apollo-Soyuz Test Project realizzò un aggancio, in orbita terrestre, tra un modulo di comando e servizio e una navicella spaziale sovietica Sojuz. La missione si svolse dal 15 luglio al 24 luglio 1975. Terminata questa missione, la NASA aspetterà il 1981 e la missione STS-1 per riportare degli uomini nello spazio.